# Liga Deportiva Alajuelense
Maillots
La Liga Deportiva Alajuelense est un club de football costaricien fondé en 1919 et basé à Alajuela.
C'est un des clubs les plus populaires et prestigieux du pays. Il évolue en première division du Championnat du Costa Rica.
Avec 30 championnats remportés, il s'agit du deuxième club costaricien le plus titré, derrière le Deportivo Saprissa (34 titres), mais devant le CS Herediano (28 titres).

## Palmarès
| Compétitions nationales | Compétitions internationales |
| - Championnat du Costa Rica (30) - Champion : 1928, 1939, 1941, 1945, 1949, 1950, 1958, 1959, 1960, 1966, 1970, 1971, 1980, 1983, 1984, 1991, 1992, 1996, 1997, 2000, 2001, 2002, 2003, 2005, 2010 (A), 2011 (C), 2011 (A), 2012 (A), 2013 (A), 2020 (A) - Vice-champion : 1929, 1943, 1948, 1952, 1957, 1962, 1965, 1967, 1969, 1972, 1985, 1986, 1989, 1994, 1995, 1998, 1999, 2008 (C), 2008 (A), 2014 (C), 2015 (C), 2015 (A), 2016 (C), 2018 (A), 2019 (A), 2022 (C), 2023 (A) et 2024 (A) | - Coupe des champions de la CONCACAF (2) - Vainqueur : 1986, 2004 - Finaliste : 1971, 1973, 1992, 1999 - Ligue de la CONCACAF (1) - Vainqueur : 2020 - Finaliste : 2022 - Copa Interclubes UNCAF (3) - Vainqueur : 1996, 2002, 2005 - Finaliste : 1999, 2000 - Coupe d'Amérique centrale (1) - Vainqueur : 2023 |

## Joueurs
- Wardy Alfaro
- Steven Bryce
- Carlos Castro
- José Carlos Chaves
- Errol Daniels
- Carlos Hernández
- Wilmer Lopez
- Luis Marín
- Mauricio Montero
- Alejandro Morera Soto
- Oscar Ramirez
- Michael Rodríguez
- Álvaro Solano
- Mauricio Solis
- Harold Wallace